# Battaglia sull'Elster
La battaglia sull'Elster, chiamata anche battaglia di Hohenmölsen, fu la terza e ultima battaglia tra il re salico Enrico IV e l'anti-re Rodolfo di Rheinfelden, combattuta il 14 ottobre 1080 vicino a Hohenmölsen sul fiume Elster Bianco nel contesto della grande rivolta dei Sassoni. Le forze di Rodolfo furono vittoriose, ma questo fu ferito a morte, morendo a Merseburgo per le ferite il giorno successivo.

## Gli artefatti
Nel febbraio del 1076 papa Gregorio VII aveva scomunicato Enrico nel contesto della lotta per le investiture. A loro volta, i principi tedeschi ribelli si erano incontrati a Trebur in ottobre e dichiararono Enrico deposto se non fosse stato in grado di ottenere la revoca della scomunica entro un anno. Con la sua umiliazione di Canossa nel gennaio 1077, il re ricevette la revoca della scomunica; tuttavia i principi elessero Rodolfo di Rheinfelden anti-re il 15 marzo.
Enrico emise un bando imperiale nei confronti di Rodolfo e marciò contro di lui. Le loro forze si scontrarono per la prima volta nella battaglia di Mellrichstadt il 7 agosto 1078 e di nuovo nella battaglia di Flarchheim il 27 gennaio 1080. Entrambi gli scontri rimasero senza veri vincitori.

## Preludio
Enrico marciò attraverso la Turingia cercando di unire le sue forze provenienti dalla Germania meridionale e occidentale con quelle del duca Vratislao II di Boemia e del margravio Egberto II di Meißen. Per la riuscita del piano, Enrico dovette eludere gli alleati sassoni di Rodolfo: Enrico attirò con successo i Sassoni fingendo di voler andare verso Goslar, mentre lui con il suo esercito principale si avvicinò a Erfurt verso est lungo il confine meridionale della Sassonia. Enrico saccheggiò la città e proseguì per Naumburg, sperando di incontrarsi con l'altra metà delle sue forze sui fiumi Saale o Elster.
L'esercito di Rodolfo realizzò presto il suo errore e inseguì Enrico. Rodolfo intercettò le forze imperiali sulla riva occidentale dell'Elster vicino a Hohenmölsen. Mentre il contingente bavarese di Enrico era riuscito ad unirsi al re, i contingenti della Boemia e di Meißen erano ancora sulla riva opposta. Enrico si ritirò in una valle paludosa chiamata Gruna.

## Battaglia
Rodolfo decise di attaccare prima che arrivassero i rinforzi di Enrico. La battaglia iniziò con i cavalieri di entrambi gli eserciti che si scambiarono insulti. Inizialmente Enrico fu protetto dall'esercito di Rodolfo grazie al terreno paludoso. Lì vicino c'era il ponte sull'Elster che portava verso la città di Zeitz. Il ponte era tenuto probabilmente dai cittadini di Zeitz, alleati con Rodolfo. Per unirsi con le sue altre forze, Enrico avrebbe dovuto attaccare e occupare il ponte o costruirne un altro.
Rodolfo voleva impedire la fuga di Enrico. Il lungo inseguimento aveva indebolito la sua cavalleria e Rodolfo ordinò ai cavalieri con i cavalli stanchi di smontare e rafforzare la fanteria. Il comandante sassone Ottone di Nordheim guidò queste forze in un assalto diretto attraverso la zona paludosa di Gruna. Nel frattempo, i restanti cavalieri di Rodolfo tentarono di girare attorno alla palude. Mentre i cavalieri di Enrico e Rodolfo combattevano alla periferia della palude, Ottone fu in grado di farsi strada con la forza e fece irruzione nel campo di imperiale. Ottone mantenne il controllo dei suoi uomini e impedì loro di saccheggiare il campo. Gli uomini di Ottone quindi attaccarono l'esercito di Enrico, il quale stava ancora combattendo contro gli altri uomini di Rodolfo.
L'esercito di Enrico fu allo sbaraglio. Molti dei suoi guerrieri affogarono nell'Elster Bianco. Il re fu in grado di fuggire verso sud, dove fu portato in salvo dalle forze boeme in avvicinamento.

## Conseguenze
Sebbene l'evento si fosse rivelato una sconfitta militare per Enrico, Rodolfo fu ferito a morte, quando uno dei cavalieri di Enrico gli tagliò la mano destra e gli colpì il ventre con la spada. Il giorno dopo Rodolfo morì per le ferite e il suo corpo fu sepolto nella cattedrale di Merseburg, dove è ancora conservata la mano tagliata. Con Rodolfo non più una minaccia, la ribellione perse slancio. Enrico conquistò e demolì le restanti fortezze delle truppe di Rodolfo. Enrico affermò che la perdita della Schwurhand di Rodolfo era un giudizio di Dio, indebolendo ulteriormente il sostegno della ribellione del principe.